# Parasmittina gujaratica
Parasmittina gujaratica är en mossdjursart som beskrevs av Ratna Guha och Gopikrishna 2007. Parasmittina gujaratica ingår i släktet Parasmittina och familjen Smittinidae. Inga underarter finns listade i Catalogue of Life.